# سيتون (كورنوال)
سيتون (بالإنجليزية: Seaton, Cornwall)‏ هي قرية تقع في المملكة المتحدة في كورنوال.

## معرض صور

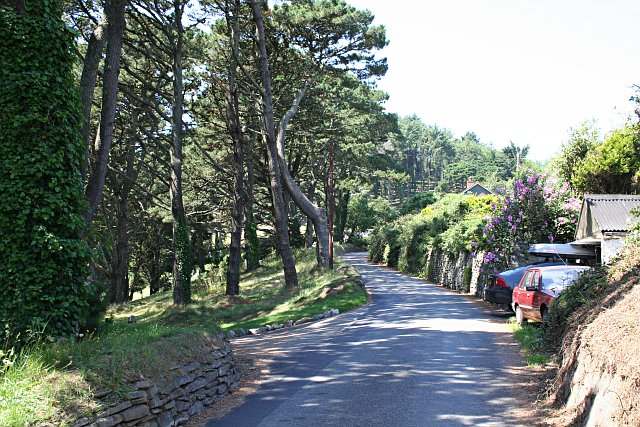
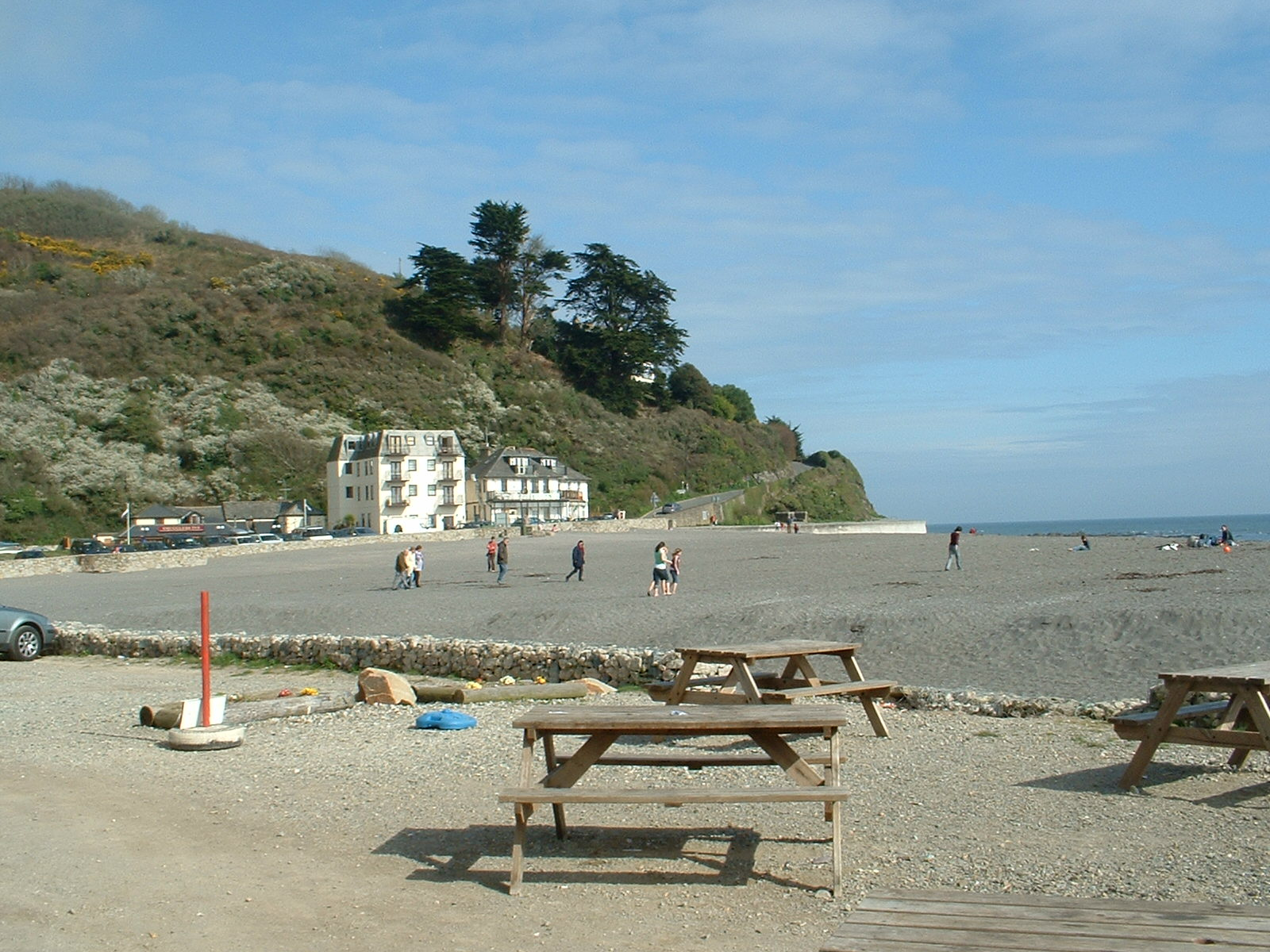
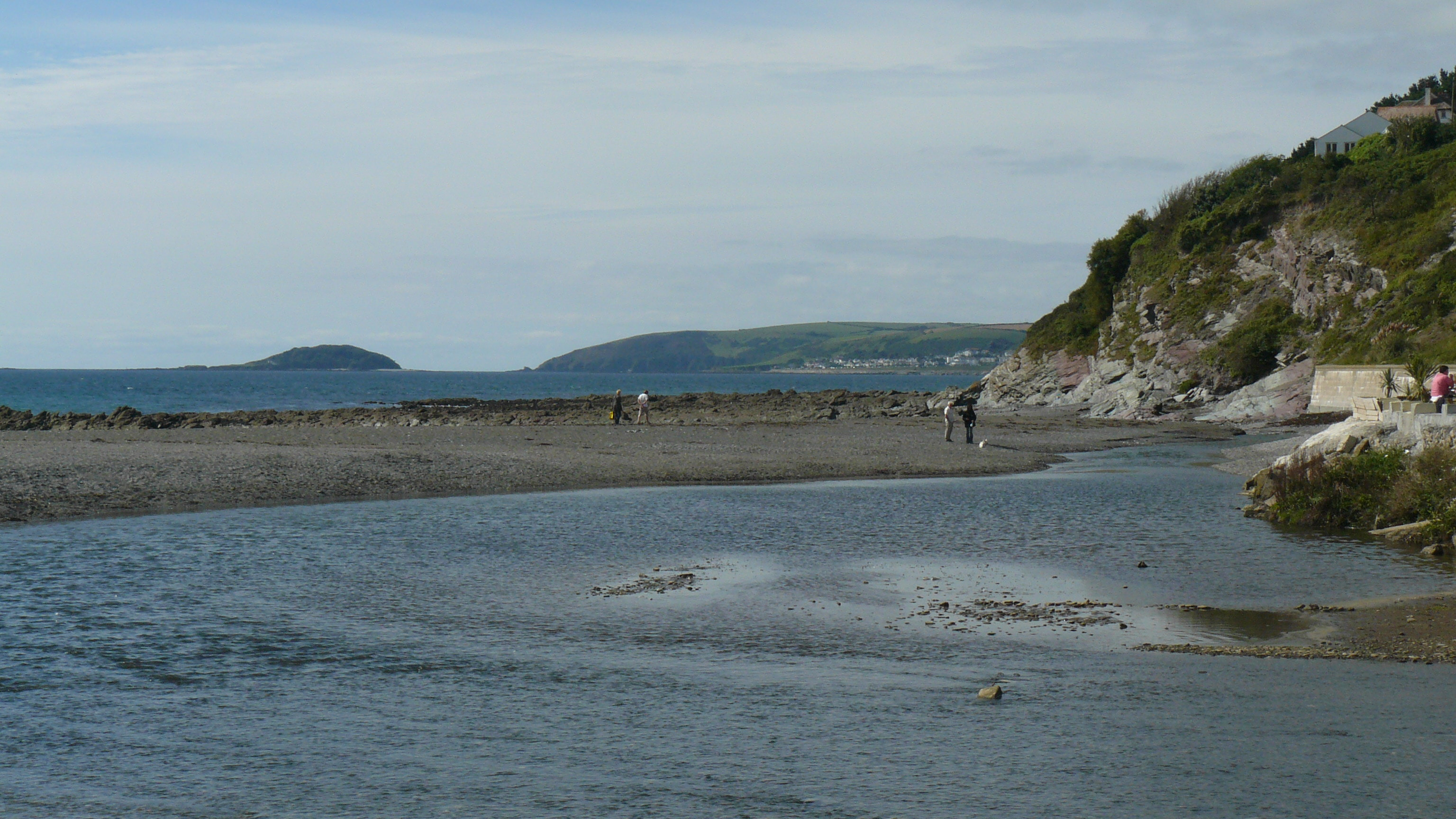
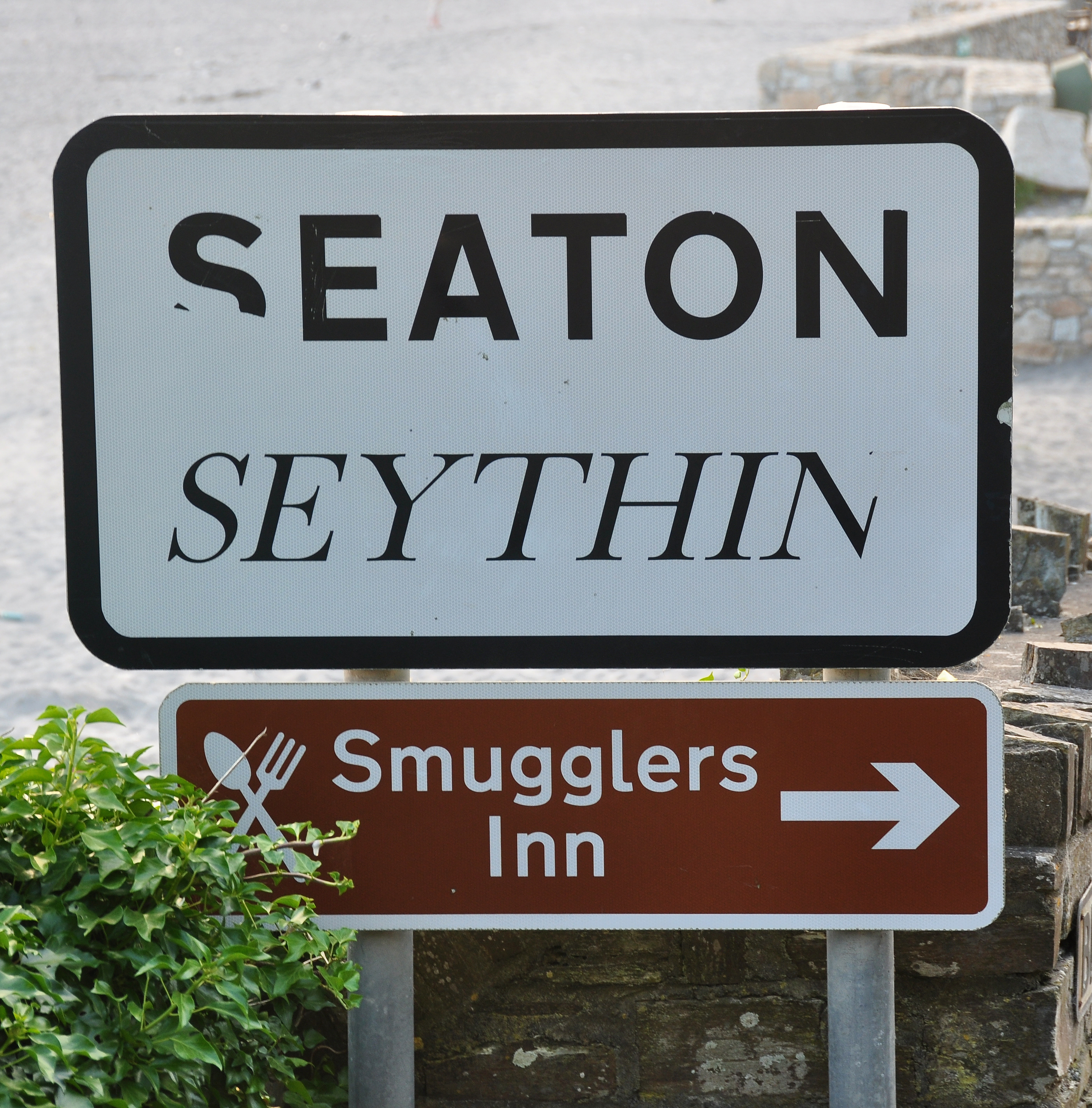